# لااکسو

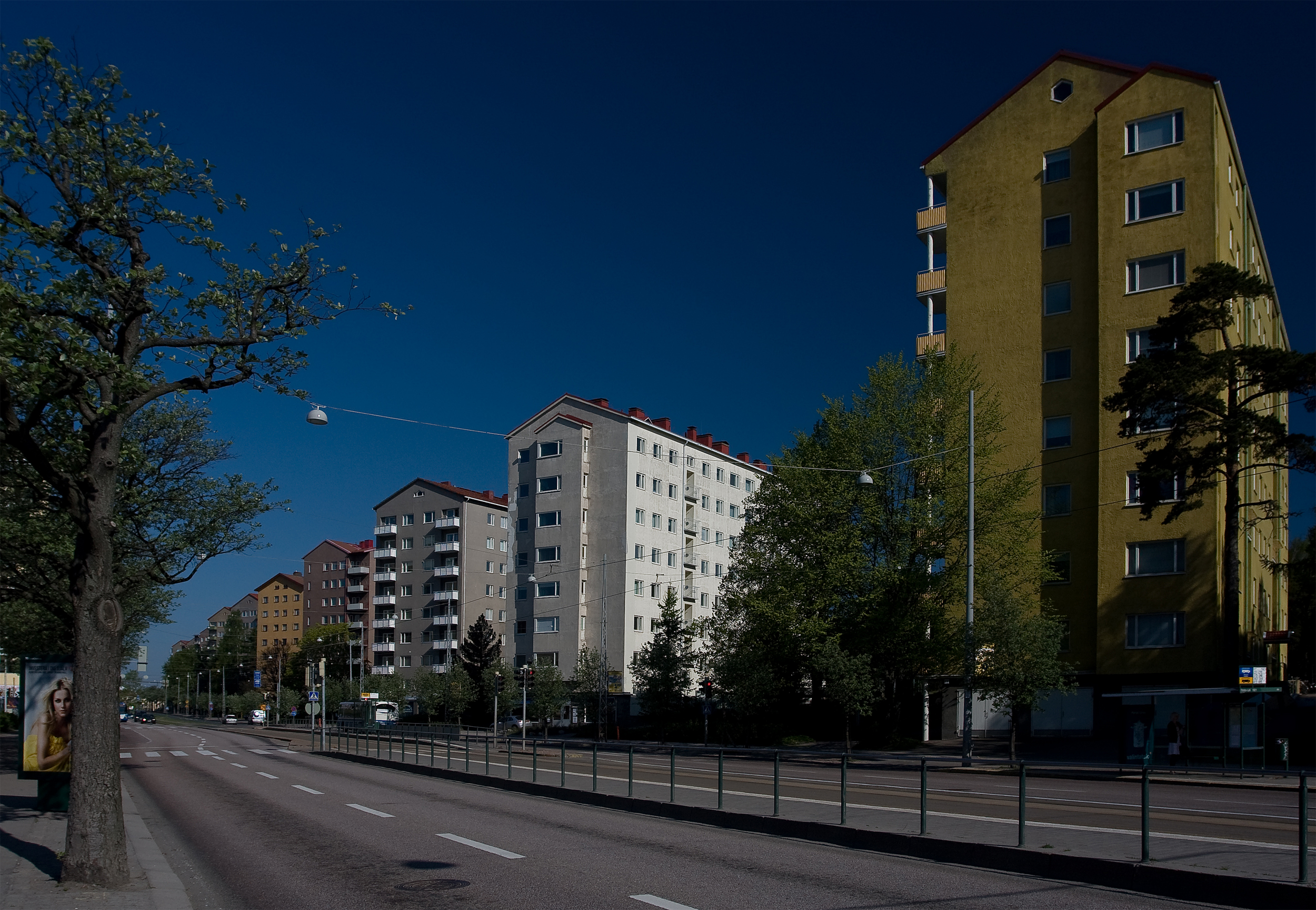
دهکده المپیک در مانرهیمینتیه.

لااکْسو (سوئدی: Dal) محله ای در هلسینکی فنلاند است که در بین خیابان‌های مانرهیمینتیه و نُرْدِنْشِرْدینکاتو و پارک مرکزی هلسینکی قرار دارد. این محله از جنوب با تولو، از جنوب غربی با می‌لاهتی، از شمال با روسکیاسوو و از شرق با پاسیلای غربی همسایه است.
مساحت محله ۰٫۷۴ کیلومتر مربع و جمعیت آن ۱۷۸۱ نفر است. برای بازی‌های المپیک تابستانی ۱۹۵۲، این محله میزبان مسابقات سوارکاری بود.